# Kevin Richardson (musicien)
Pour les articles homonymes, voir Kevin Richardson et Richardson.
Kevin Scott Richardson, né le 3 octobre 1971, est un chanteur américain, top model, acteur, compositeur, et membre des Backstreet Boys.

## Jeunesse
Kevin Richardson est né à Lexington, dans le Kentucky. Il est le plus jeune des trois frères. Il commence à chanter dans la chorale de l'église étant enfant dès l'école secondaire. Dans sa jeunesse, il a joué dans des pièces scolaires telles que "Bye, Bye Birdie" dans son école au Kentucky, la Estill County High School. En Floride, il a été acteur à Walt Disney World, a travaillé comme guide de visite et porté des costumes de personnages, plus particulièrement Aladdin et l'une des Tortues Ninja. Là bas, il a rencontré sa future épouse Kristin Willits, qui jouait le personnage de Belle dans "La Belle et la Bête".
Son père décède lorsqu’il a 17 ans. Il avait été diagnostiqué quelques mois plus tôt d’un cancer. Dans le clip musical « Show Me The Meaning Of Being Lonely », Kevin chante devant un film familial, où son père est en arrière-plan.

## Backstreet Boys
En 1993, Kevin s'est joint à un nouveau groupe comprenant trois autres membres : Howie Dorough, A.J. McLean et Nick Carter. Après avoir rejoint la formation, celle-ci était toujours à la recherche d'un autre membre. Kevin a alors appelé Brian Littrell, son cousin maternel, pour lui demander de passer une audition. Brian a été immédiatement accepté et le lendemain, il rejoint officiellement le groupe qui portera le nom Backstreet Boys.   

### Départ des Backstreet Boys et projets solo
Kevin a fait partie du groupe jusqu'en 2006, quand il a annoncé son départ pour poursuivre d'autres projets et «ouvrir le prochain chapitre de sa vie». Il a enregistré au total cinq albums avec le groupe en l'espace de 13 ans.   

Le 23 juin 2006, il fait la déclaration suivante sur le site du groupe  : "Après 13 ans de ce qui peut seulement être décrit comme un rêve devenu réalité, j'ai décidé qu'il était temps de quitter les Backstreet Boys. C'était une décision très difficile pour moi, mais cela était nécessaire pour aller de l'avant avec le prochain chapitre de ma vie. Howard, Brian, Alex et Nick seront toujours mes petits frères et resteront mon plus grand soutien. Je tiens à remercier les fans des Backstreet Boys pour tous les beaux souvenirs que nous avons partagés […]. J'aimerais que le groupe continue son succès et je me réjouis de leur prochain album."

Durant ce hiatus, il a essentiellement joué dans des pièces musicales ("Chicago") et des films indépendants ("The Casserole Club", "Unwound"). Il recevra d'ailleurs une récompense pour sa prestation dans "The Casserole Club". Côté vie privée, il aura un premier enfant avec sa femme Kristin, un petit garçon prénommé Mason Frey Richardson.  

Le 23 novembre 2008, pour la première fois après son départ, Kevin rejoint ses anciens collègues sur scène à Hollywood Palladium, à Los Angeles. Le 4 novembre 2010, le groupe, avec Kevin, participent à l'émission The Oprah Winfrey Show. Le 1er juillet 2011, Kevin a de nouveau rejoint les Backstreet Boys sur scène au Staples Center, à Los Angeles, dans le cadre de la tournée NKOTBSB.        

### Retour au sein des Backstreet Boys
Le 29 avril 2012, Kevin annonce qu'il réintègre le groupe des Backstreet Boys de manière permanente. Un nouvel album intitulé In A World Like This, le sixième avec Kevin mais le huitième du groupe, sort au mois de juillet 2013. Cette nouvelle étape marque aussi la naissance de son deuxième fils, Maxwell Haze Richardson.